# ピカドン (丸木位里・俊)
『ピカドン』は画家丸木位里・赤松俊子（丸木俊）合作の絵本。初版は1950年8月6日、ポツダム書店より刊行。

## 概要
作者の丸木位里・赤松俊子は1945年8月6日の原爆投下に際し、位里の実家の安否を訪ねて広島に向かい、被爆直後の惨状を目撃した。その体験を基に2人が『原爆の図』の共同制作を開始したのと同時期、ポツダム書店編集部（鹿地亘夫人の池田幸子）の依頼を受けて制作することとなったのがこの絵本であり、表紙には「平和を守る会篇」とある。
ところが実は、ピカドンには二種類のものがあり、一方の表紙には平和を守る会の表示がない。そちらの裏表紙ではホツダム書店と言う表示で、ポツダム書店は修正後の表示という考え方もありうる。どちらが先かという研究は少ないが、ホツダム書店の表記のものが後に出たという説もある。
2023年には琥珀書房から初版オリジナル復刻版『ピカドン』が解説書「『ピカドン』とその時代」（執筆：小沢節子、岡村幸宣、鳥羽耕史、鷲谷花、高橋由貴）との2冊組で刊行された。

## 内容
広島市郊外の三滝に住む「おばあさん」（表紙に描かれている人物であり、モデルとなっているのは位里の母である丸木スマ）とその家族、近所の人々の被爆体験や彼らの目撃した惨状が簡素な線描で描かれ、それぞれの画にごく短い詞書きが添えられている。荒涼とした無人の焼け野原の絵に添えられた「爆心地の話をつたえてくれる人は、いません」の詞書や、「「オイツ」と肩をたたいたら、ざらざらと戦友はくづれおちました」という（原爆の熱線のため立ったまま一瞬にして炭化し、灰になったとされる）「灰の人」のエピソードはとりわけよく知られている。
のちに丸木夫妻の代表作となる「原爆の図」の連作が、被爆して傷ついた（裸体の）人間の姿に焦点を当て、ほとんどそれのみを描いているのに対し、絵本『ピカドン』では、原爆に遭遇した人々の日常生活や被爆前後の町や村の様子、さらにはツバメ・南瓜といった人間以外の動植物の様子など、より広い視点から被爆の実相が描かれていることに特徴がある。

## 出版後の経緯
この絵本は刊行直後、GHQのプレスコード規制により事後検閲という形で発行禁止処分となったと伝えられているが、詳細は不明。原画は行方不明となっている。当時は朝鮮戦争開始により左派に対する言論統制が強化されており、『ピカドン』も当局に共産党系と目された「平和を守る会」の反米パンフレットとみなされたことが発禁処分の原因となった可能性がある。また発行元のポツダム書店もキャノン機関による鹿地亘拉致監禁事件との関係で連絡先不明となった。
1952年にサンフランシスコ講和条約が発効し占領から解放されると、幻灯『ピカドンー広島原爆物語』（プロダクション星映社製作、日本光芸株式会社提供、カラー、36コマ）が製作された。内容は絵本を子どもたちにもわかりやすいように再編集したもので、全体的なボリュームも縮小されている。
その後、この本の絵の一部は（詞書きも含め）大江健三郎の著書『ヒロシマ・ノート』の挿画として使われた。また初版本をもとにした復刻版も何種か刊行されている。1982年に東邦出版より刊行された新版『ピカドン』に収録された上笙一郎の解説「新版『ピカドン』によせて」は、『ピカドン』刊行時の「発禁処分」問題について詳しく触れている。

## 同名の絵本
同タイトルの絵本として著名なものは木下蓮三・小夜子夫妻による『ピカドン』（ダイナミックセラーズ刊）で、夫妻が1978年に制作した手書き短編アニメ『ピカドン』のセル画をもとにしたものである。アニメは広島市に原爆が投下されたその瞬間をテーマとしており、前半、ほのぼのとしたタッチで描かれる戦時中の日常生活が、後半で原爆により地獄のような光景に一変していくさまがリアルに描かれていることで知られる。また作品の最後に描かれている右手を挙げたまま黒こげになった性別不明の子供の亡骸は実際に存在したものであり、本編では紙飛行機を飛ばそうとした瞬間に被爆した男の子として描かれており、後に制作されたアニメ映画「はだしのゲン」にもこの遺体を風船を持った女の子として登場させている。

## 関連書籍
- 丸木位里・丸木俊『ピカドン』東邦出版、1982年　ISBN 4809400034
- 小沢節子『「原爆の図」描かれた<記憶>、語られた<絵画> 』岩波書店、2002年 ISBN 4000227254
- 岡村幸宣『《原爆の図》全国巡回　占領下、100万人が観た！』新宿書房、2015年 ISBN 9784880084589